# Berat

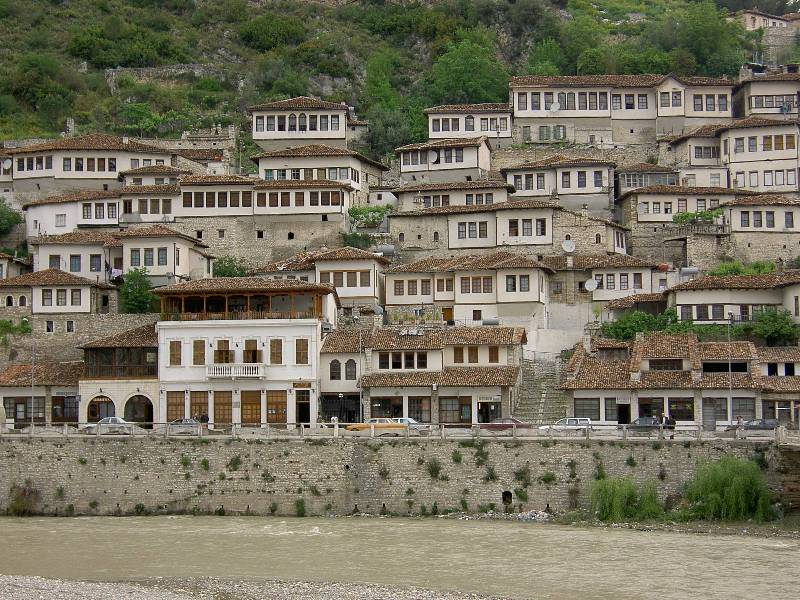
Case deasupra râului Osum

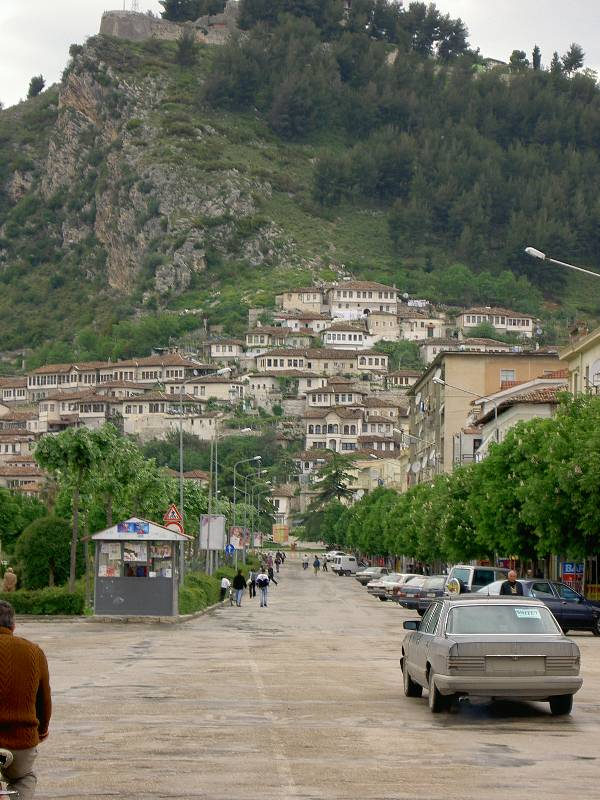
Cartierul Mangalem (sub cetate)

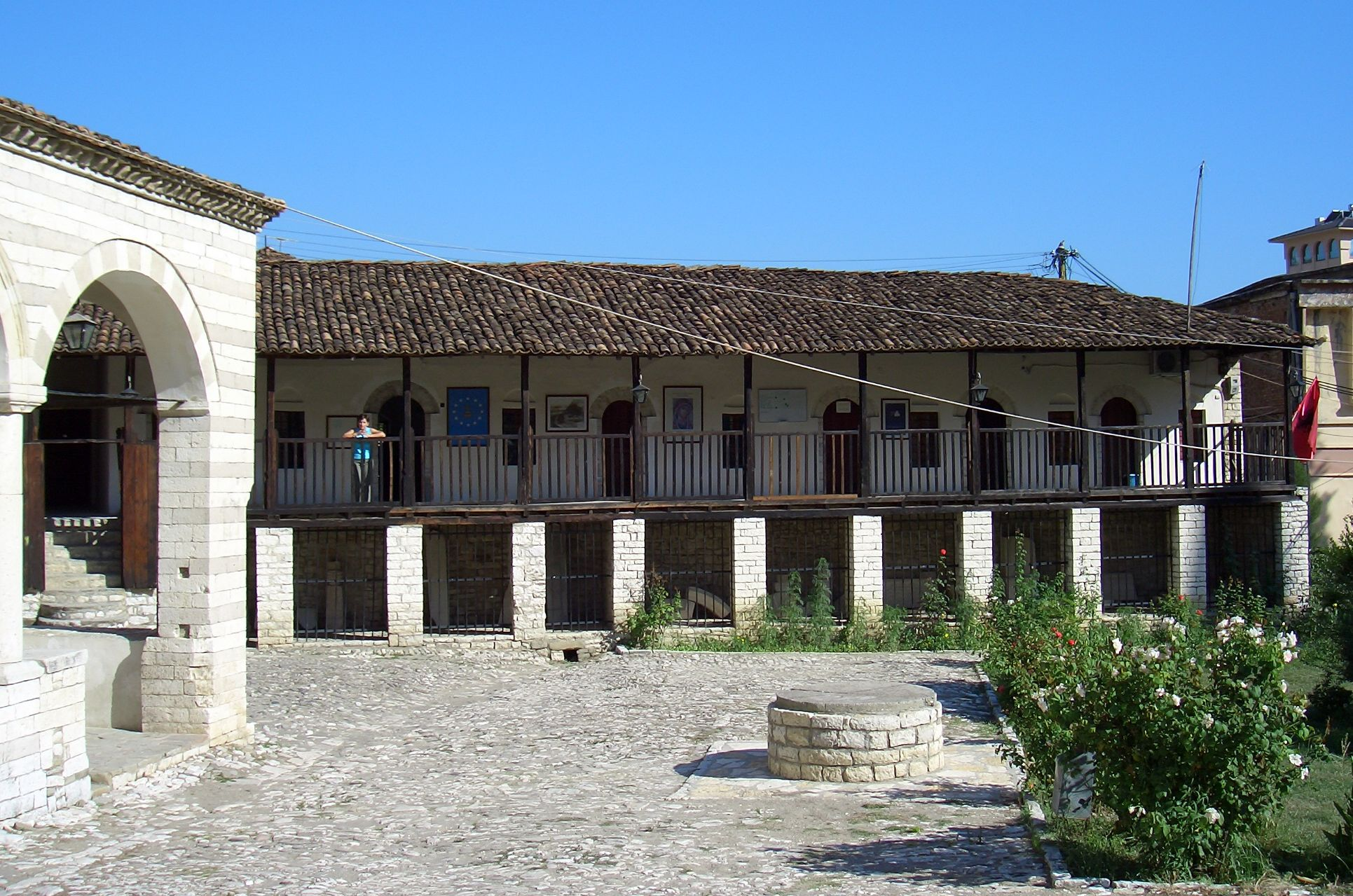
Han în centrul orașului (secolul 17)

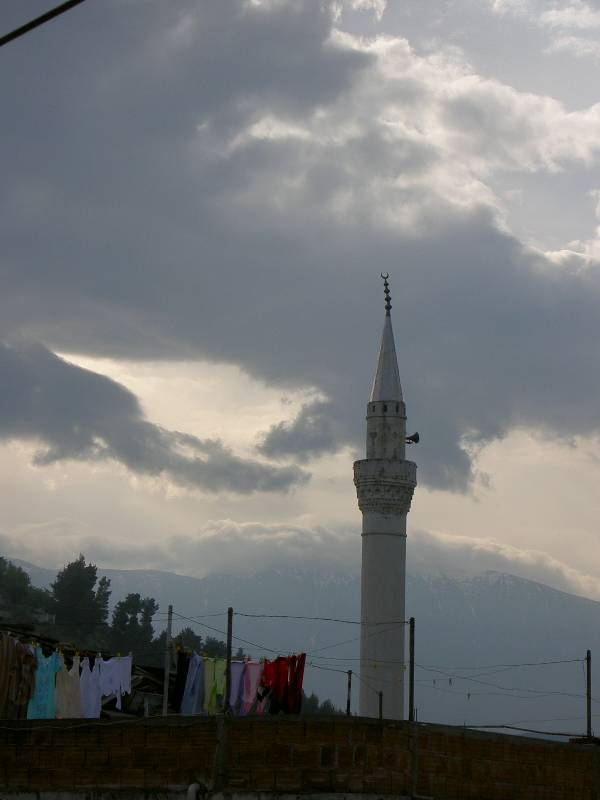
Moschee

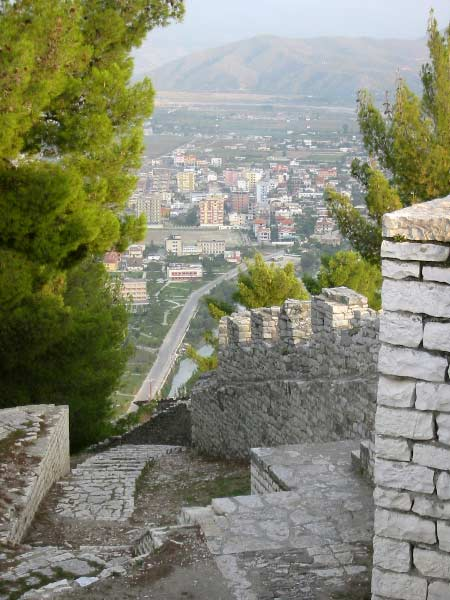
Vedere de pe cetate

Berat (în albaneză Berati) este un oraș din centrul Albaniei de sud. Berat are o populație de 50.000 de persoane (estimare 2004). "Orașul cu o mie de ferestre" a fost declarat chiar de pe timpul regimului comunist drept oraș muzeu. Astfel s-au putut conserva părțile istorice ale orașului. Orașul vechi deține trei cartiere: Mangalem, Gorica și Kalaja. Orașul este cu moscheele și bisericile sale vechi una dintre cele mai importante atracții turistice ale țării. Berat este capitala regiunii cu același nume.
Centrul istoric al localității a fost inclus în anul 2005 pe lista patrimoniului cultural mondial UNESCO.

## Locație și cartiere
Berat a fost întemeiat pe locul unde râul Osum pătrunde printr-un pas din vale în câmpia centrală a Albaniei. Deasupra acestui loc strategic veghează cetatea, care este compusă dintr-un întreg cartier cu numeroase biserici și moschei. Pe celălalt mal se află cartierul istoric Gorica. La poalele cetății se întinde cartierul Mangalem precum și centrul actual al orașului. Kalaja este un cartier cetate cu multe case mici, care sunt locuite. În acest cartier se găsesc ruinele a două moschei și a unei cazerme pe dealul cetății. Cartierul mai adăpostește muzeul Onufri, în care se pot vedea icoane pictate de Onufri. Pe timpul regimului comunist s-au construit în afara orașului noi cartiere cu numeroase blocuri. În partea estică a orașului se află masivul Tomor.

## Istoric
Primele așezăminte datează din anul 2600 î.Hr.. Numele actual (Berat) provine din denumirea slavică Beligrad (orașul alb). În secolul 9 și 10 regiunea a fost ocupată de bulgari.
În anul 1018 bizantinii au cucerit din nou orașul. În 1417 au ocupat otomanii pentru prima oară orașul. Din anii 1420 orașul a ajuns sub ocupația familiei nobile Muzaka. Teodor de Muzaka pierde definitiv orașul în 1450 după un atac neașteptat al turcilor. În 1851 un cutremur puternic lovește orașul. Construcțiile ridicate imediat după acest incident se pot vedea și astăzi în oraș. În octombrie 1944 se formează în oraș un guvern democrat cu Enver Hoxha ca prim-ministru după ce partizanii au alungat trupele germane din regiune.

## Atracții turistice
Peisajul orașului este dominat o arhitectură tipic balcanică. Atracțiile turistice sunt în comparație cu multe alte orașe albaneze bine îngrijite. 

## Economia
După căderea regimului comunist s-au închis majoritatea întreprinderilor. Pe sectorul serviciilor și în comerț există o concurență destul de mare din partea orașelor de mărime asemănătoare din Albania centrală.
Orașul oferă câteva hoteluri și restaurante. Turismul începe să joace un rol destul de important din punct de vedere economic. În ultimii ani țăranii din împrejurimi au început să planteze viță de vie și să producă vin.